# Kim Nam-jo

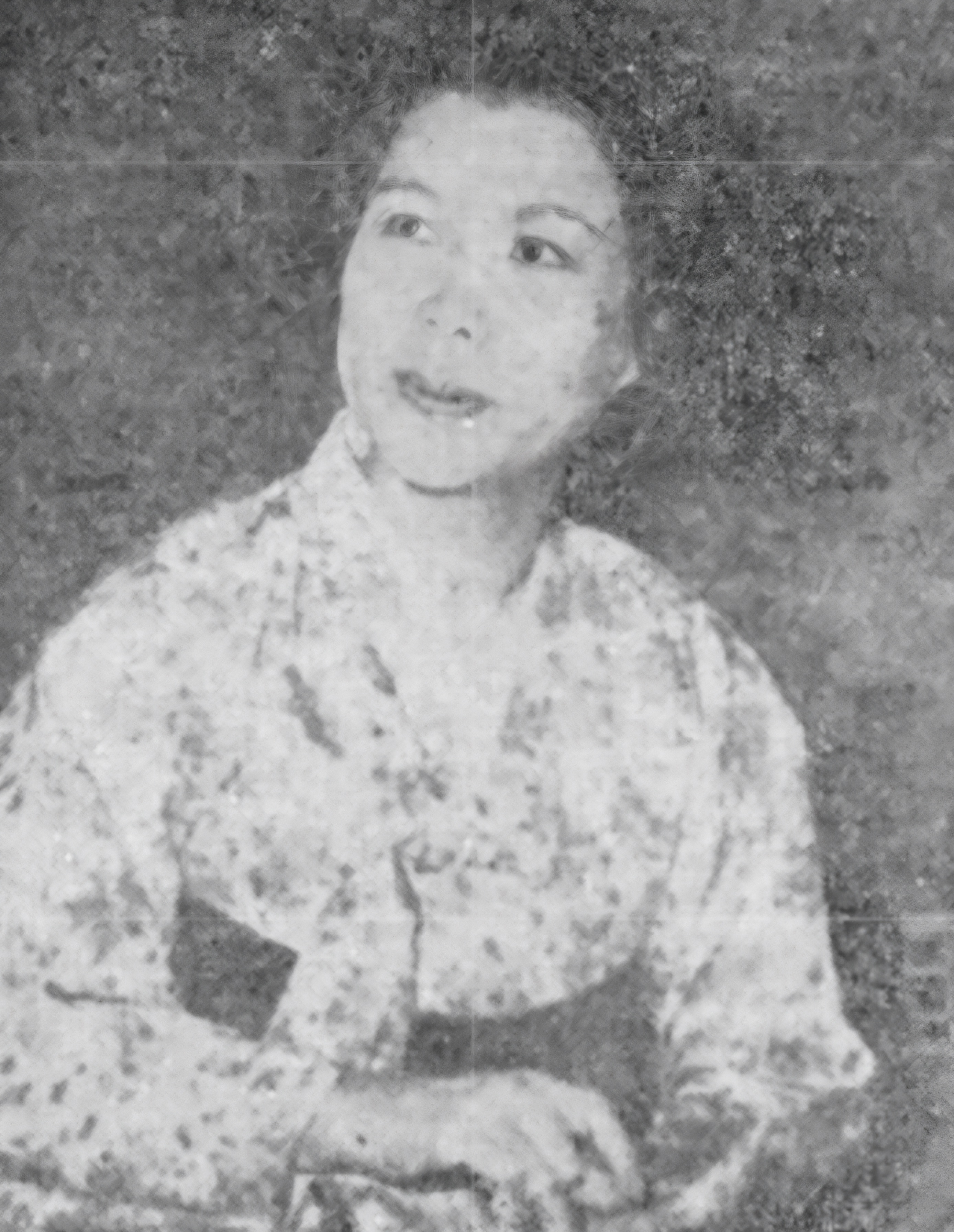
Kim Nam-jo

Kim Nam-jo (* 26. September 1927 in Taegu; † 10. Oktober 2023) war eine südkoreanische Lyrikerin und Essayistin.

## Leben
Kim Nam-jo wurde im September 1927 (über das genaue Datum scheint es Ungewissheit zu geben, da man in Referenzen sowohl den 25. wie auch den 26. September als Geburtsdatum findet) in Taegu geboren. Sie besuchte eine Mädchenschule in Kyushu, Japan, und machte 1951 ihren Abschluss in Koreanisch auf Lehramt an der pädagogischen Hochschule der Seoul National University. Sie debütierte noch während ihres Studiums 1950, als sie die Gedichte Sternkonstellation (성수(星宿)) und Nachbild (잔상(殘像)) in der „Yonhap sinmun“ veröffentlichte.
Kim unterrichtete an der Masan-Oberschule und der Ehwa Mädchen-Oberschule. 1954 erhielt sie eine Professur an der Sookmyung Women’s University. Sie arbeitete als Vorsitzende der Koreanischen Dichtervereinigung und war Mitglied der Koreanischen Kunstakademie. Ihre erste Gedichtsammlung Leben (목숨) wurde 1953 veröffentlicht und Kim erhielt im Laufe ihrer Karriere diverse Auszeichnungen und Preise.
Kim war eine überaus produktive Schriftstellerin, die mehr als dreißig Bände mit Gedichten veröffentlichte. Die Reichhaltigkeit ihrer Lyrik basiert auf der dynamischen Verwendung von sinnlicher Sprache und lebendiger Metaphorik, um den Feinsinn der menschlichen Gefühle darzustellen. Wie ihre beiden Vorgängerinnen Moh Youn Sook und No Ch'ŏn-myŏng spielte auch Kim eine wichtige Rolle in der Geschichte der von Frauen verfassten koreanischen Lyrik.
Die Gedichte in ihrer ersten Gedichtsammlung Leben zeigen sowohl eine Affirmation der Menschlichkeit wie auch eine Leidenschaft für die Dynamik des Lebens. Diese Gedichte stellen eine harmonische Balance dar zwischen katholischer Frömmigkeit und einer leidenschaftlichen, menschlichen Stimme. Die Gedichte ihres zweiten und dritten Sammelbandes Die Genüsse Naads (나아드의 향유) und Baum und Wind (나무와 바람) betonen mehr den religiösen Glauben und konzentrieren sich größtenteils auf die Erkundung des christlichen Humanismus und der christlichen Ethik. Ihre späteren Gedichte verwerfen die Leidenschaft für Beherrschung und Beharrlichkeit als Teil der religiösen Selbstbetrachtung. In ihrem Sammelband Meer im Winter (겨울 바다) beschreibt sie dank ihrer profilierten poetischen Vorstellungskraft eine Welt, in der die menschlichen Gefühle eine absolute Reinheit erlangt haben.

## Arbeiten

### Koreanisch

#### Gedichtsammlungen
- 목숨 Leben (1953)
- 나아드의 향유 Die Genüsse Naads (1955)
- 나무와 바람 Baum und Wind (1958)
- 정념의 기 Die Kraft der Gefühle (1960)
- 풍림의 음악 Die Musik des Windschutzstreifens (1963)
- 겨울 바다 Meer im Winter (1967)
- 김남조시집 Gedichte von Kim Nam-jo (1967)
- 달과 해 사이 Zwischen Mond und Sonne (1967)
- 설일 Schneetage (1971)
- 영혼과 빵 Seele und Brot (1973)
- 김남조 육필시선 Handgeschriebene Gedichte von Kim Nam-jo (1975)
- 동행 Gefährten (1976)
- 빛과 고요 Licht und Stille (1982)
- 김남조 시전집 Gesammelte Werke von Kim Nam-jo (1983)
- 시로 쓴 김대건 신부 Vater Kim Tae-gŏn in Gedichten (1983)
- 마음의 마음 Das Herz des Herzens (1983)
- 김남조 시선 Gedicht-Anthologie von Kim Nam-jo (1984)
- 눈물과 땀과 향유 Tränen, Schweiß und Genüsse (1984)
- 너를 위하여 Für dich! (1985)
- 저무는 날에 Der Tag, an dem die Sonne untergeht (1985)
- 말하지 않은 말 Die ungesagten Worte (1986)
- 문 앞에 계신 손님 Der Gast, vor der Tür (1986)
- 둘의 마음에 산울림이 Das Echo ihrer beiden Herzen (1986)
- 고독보다 깊은 사랑 Liebe, tiefer als Einsamkeit (1986)
- 겨울나무 Winterbaum (1987)
- 새벽보다 먼저 Noch vor der Morgendämmerung (1988)
- 바람세례 Windtaufe (1988)
- 깨어나소서 주여 Wachet auf, oh Herr! (1988)
- 겨울꽃 Winterblume (1990)
- 가난한 이름에게 Für den bedürftigen Namen (1991)
- 가슴을 적시는 비 Der Regen, der mein Herz durchnässt (1991)
- 겨울사랑 Winterliebe (1993)
- 평안을 위하여 Für den Frieden! (1995)
- 외롭거든 나의 사랑이소서 Ich bin einsam, weißt du, wegen meiner Liebe (1997)
- 희망학습 Das Hoffen lernen (1998)
- 김남조 시 99선 99 Gedichte von Kim Nam-jo (2002)
- 김남조 Kim Nam-jo (2002)
- 영혼과 가슴 Herz und Seele (2004)
- 김남조 시전집 Gesammelte Werke von Kim Nam-jo (2005)

#### Essaysammlungen (Auswahl)
- 잠시 그리고 영원히 Ein Augenblick und die Ewigkeit (1964)
- 이브의 천형 Evas göttliche Bestrafung (1976)
- 만남을 위하여 Auf unser Treffen! (1977)
- 기억하라 아침의 약속을 Denk an das Versprechen von heute Morgen (1979)
- 바람에게 주는 말 Die Worte an den Wind (1981)
- 이제와 우리 죽을 때에 Jetzt und wenn wir sterben (1983)
- 마지막 편지 Der letzte Brief (1996)

### Übersetzungen

#### Deutsch
- Windtaufe (바람세례), Horlemann Verlag (1996) ISBN 978-3-89502-044-5

#### Englisch
- Selected Poems of Kim Namjo (김남조 시선), Eurospan, (1993) ISBN 978-0-939657-05-6
- Moonlit Night, For Baby und Evening Primrose in The Columbia Anthology of Modern Korean Poetry, Columbia University Press (2004) ISBN 978-0-231-50594-9

#### Russisch
Песни сегодняшнего и завтрашнего дня (오늘 그리고 내일의 노래), Hyperion (2012) ISBN 978-5-89332-195-1

#### Spanisch
Antologia poética (김남조 시선집), Editorial Verbum (2004) ISBN 978-84-7962-269-5

## Auszeichnungen
- 1958 – 제2회 오월문예상 (Mai Kunst und Kulturpreis)
- 1963 – 제7회 한국시인협회상 (Preis der Koreanischen Dichtervereinigung)
- 1974 – 제33회 서울시 문화상 (Kulturpreis der Stadt Seoul)
- 1985 – 대한민국 문화예술상 (Kunst und Kulturpreis der Republik Korea)
- 1992 – 제3회 삼일문화상 (Samil Kulturpreis)
- 1993 – 국민훈장 모란장 (Ziviler Verdienstorden der Republik Korea)
- 1996 – 제41회 대한민국예술원상 (Preis der südkoreanischen Kunstakademie)
- 1998 – 은관문화훈장 (Kultur Verdienstorden in Silber)
- 2000 – 제25회 일본 지구상 (Ilbon Weltpreis)